# Мареометар
 Мареометар , мареограф или мареграф (лат. mare море и лат. metar мјера); (лат. mare море и лат. граф писати ); справа која биљежи кривуљу морских промјена. Поставља се на обали мора изнад бунара или изнад вертикалне цијеви убачене у море . У бунару (цијеви) плута пловак који се диже и спушта пратећи промјене нивоа морске површине. Вертикално кретање пловка преноси се жицом на коло; на тај се начини покреће писаљка која на папиру црта кривуљу плиме и осеке. Папир је намотан на добош који сатни механизам окреће непрекидно једнаком брзином. Има мареометара и у воду уроњених, херметички затворених , који на дну дубоког мора биљеже плимне таласе на основу притиска воденог стуба изнад себе. Служи и за одређивање средњег нивоа површине мора, према коме се одређују надморске висине осталих тачака, Плиомомер.